# High net worth individual
La locuzione High Net Worth Individual (HNWI), ovvero "individuo ad alto patrimonio netto", è comunemente usata nel mondo della finanza (in particolare nel private banking), nel mondo del lusso e nel mondo degli investimenti finanziari appartenenti alla private equity e effettuati dagli angel investor per indicare le persone che possiedono un alto patrimonio netto e che dunque, in generale, sono particolarmente abbienti.
Anche se non esiste una chiara definizione, vengono tipicamente racchiusi in questa definizione quelle persone il cui patrimonio "globale netto personale, immobile di residenza escluso" eccede il milione di dollari secondo la definizione di Cap Gemini-Merril Lynch.

## Classificazione
Gli HNWI possono essere ulteriormente classificati in:
- very-HNWI: con disponibilità di almeno 5 milioni di dollari;
- ultra-HNWI (UHNWI): con disponibilità superiori ai 30 milioni di dollari.

Si è soliti inoltre indicare con sub-HNWI coloro che hanno un patrimonio liquido di almeno 100 000 dollari.
La maggior parte delle banche e delle assicurazioni a livello mondiale, come il Credit Suisse, Allianz, Deutsche Bank e UBS, hanno una Business Unit con squadre costituite da consulenti specialisti esclusivamente per UHNWI. A causa della loro estrema ricchezza e del modo in cui le loro attività sono gestite, tali clienti sono spesso considerati come semi-istituzionali o addirittura assimilati ai clienti istituzionali.

## HNWI nel mondo
Secondo il "Capgemini-Merrill Lynch World Wealth Report 2013" gli HNWI nel mondo sono 12 milioni e posseggono in totale 46200 miliardi di dollari.
| HNWIs (2013)   | HNWIs (2013)     | HNWIs (2013) |
| Regione        | Numero (milioni) | $ (mila mld) |
| -------------- | ---------------- | ------------ |
| Mondo          | 12               | 46.2         |
| Nord America   | 3.73             | 10.9         |
| Asia           | 3.68             | 12           |
| Europa         | 3.41             | 10.9         |
| America Latina | 0,52             | 7.5          |
| Medio Oriente  | 0,49             | 1.8          |
| Africa         | 0,14             | 1.3          |

- Ultra-HNWIs (Ultra-HNWIs sono circa il 1% di tutti gli HNWI)

| UHNWIs (2007)  | UHNWIs (2007)     | UHNWIs (2007)                 |
| Regione        | Numero (migliaia) | Percentuale sulla popolazione |
| -------------- | ----------------- | ----------------------------- |
| Mondo          | 103,3             | 0,0015%                       |
| Europa         | 25,0              | 0,0033%                       |
| Nord America   | 41,2              | 0,0078%                       |
| Asia e Oceania | 20,4              | 0,0005%                       |
| America Latina | 10,2              | 0,0018%                       |
| Medio Oriente  | 4,4               | 0,0017%                       |
| Africa         | 2,1               | 0,0002%                       |

## In Italia
Secondo i dati forniti da CapGemini a giugno 2016 in Italia gli HNWI sono 228.700, in crescita del 4,5 rispetto all'anno precedente. Di questi, 33 risultano miliardari Ultra High Net Worth Individuals. Le regioni con maggior concentrazione di HNWI sono, in ordine decrescente, la Lombardia, il Lazio, l'Emilia-Romagna e il Piemonte.